# John Lee, Baron Lee of Trafford

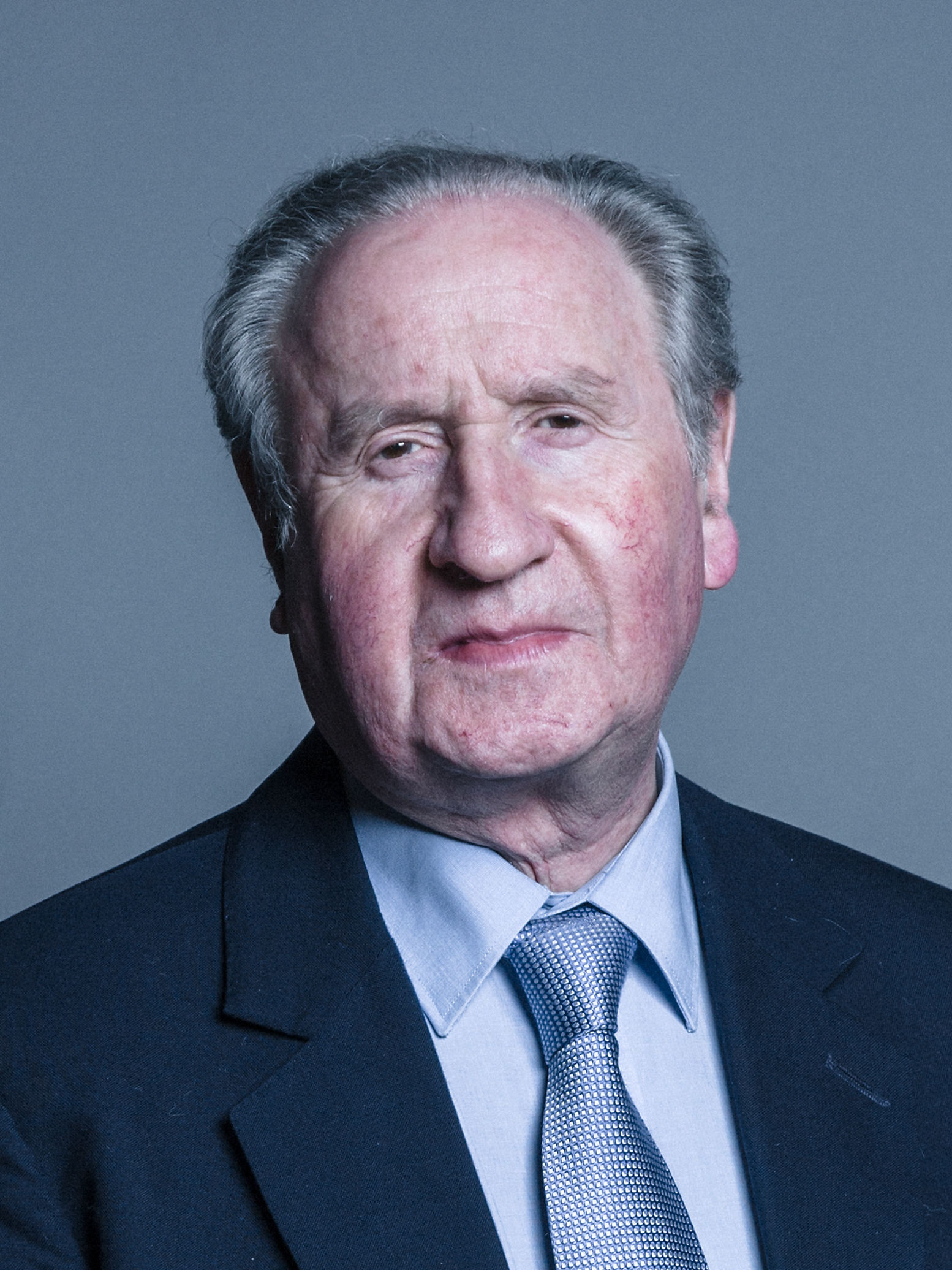
John Lee, Baron Lee of Trafford

John Robert Louis Lee, Baron Lee of Trafford (* 21. Juni 1942) ist ein britischer liberaldemokratischer Politiker. 
Er war in der Legislaturperiode 1979–83 konservativer Abgeordneter im Unterhaus für den Wahlkreis Nelson and Colne und von 1983 bis 1992 im Wahlkreis Pendle, bis er den Sitz an den Gegenkandidaten von Labour Gordon Prentice verlor. Lee war von 1983 bis 1986 Juniorminister im Amt für Wehrtechnik und Beschaffung (Defence Procurement Agency), von 1986 bis 1989 Arbeitsminister und von 1987 bis 1989 Tourismusminister.  
Im Jahr 2001 verließ er die Konservativen und schloss sich den Liberaldemokraten an. Er wurde als Baron Lee of Trafford, of Bowden in the County of Cheshire, zum Life Peer erhoben.
Er war von 2007 bis 2010 Whip für die Liberaldemokraten aber legte sein Amt unter Protest nieder als der Gesetzentwurf zur Reform des House of Lords in der Thronrede verkündet wurde.